# Општина Градиштеа (Браила)
Градиштеа (рум. Grădiştea) општина је у Румунији у округу Браила.
Oпштина се налази на надморској висини од 41 m.